# Francesco Cilea

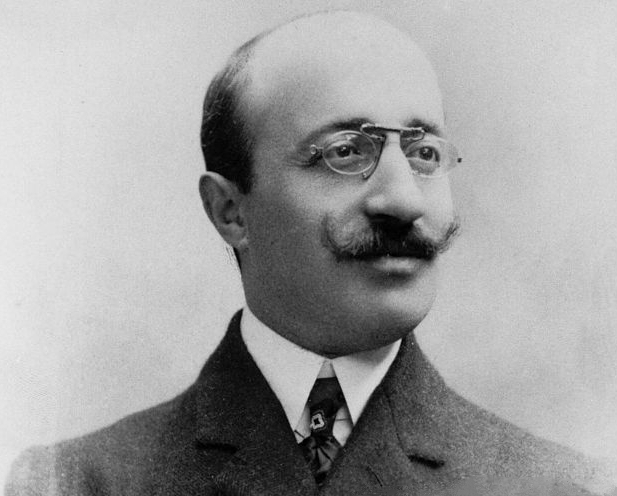
Francesco Cilea. 1910

Francesco Cilea (* 23. Juli 1866 in Palmi, Provinz Reggio Calabria; † 20. November 1950 in Varazze, Provinz Savona) war ein italienischer Komponist, Musikpädagoge und Leiter musikalischer Ausbildungsstätten.

## Leben und Wirken
Seiner Erinnerung nach fasste Francesco Cilea schon als Junge den Entschluss, sich der Musik zu widmen, nachdem er das Finale der Oper Norma von Vincenzo Bellini (1801–1835) erlebt hatte – gespielt von der städtischen Kapelle seiner Heimatstadt Palmi. Auf den Rat von Francesco Florimo (1800–1888) studierte er ab 1879 am Konservatorium „San Pietro a Majella“ Neapel bei Beniamino Cesi (1845–1907) und Paolo Serrao (1830–1907), wo er durch Fleiß und Intelligenz auffiel. Er erhielt eine Goldmedaille des Ministeriums für das öffentliche Schulwesen und eine Ernennung zum ersten Meisterschüler. Zum Abschluss seines Studiums in Neapel schrieb er 1889 die Oper Gina, die mit Erfolg im kleinen Theater des Konservatoriums aufgeführt wurde. Diese kleine Oper, in der die Naivität des Librettos mit der Musik wetteifert, wurde vom Kritiker und Verleger Edoardo Sonzogno so geschätzt, dass er bei Cilea eine weitere Oper namens La Tilda in Auftrag gab, auf das Libretto von Angelo Zanardini, die vom Stil her dem Verismus nach dem Vorbild der Cavalleria rusticana von Pietro Mascagni (1863–1945) folgen sollte.
Nach seinem Studienabschluss in Neapel wirkte Cilea von 1889 bis 1898 am gleichen Institut als Lehrer für Klavier und Harmonielehre. In diese Zeit fällt die erfolgreiche Aufführung seiner zweiten Oper La Tilda am 7. April 1892 im Teatro Pagliano in Florenz. Es folgten Aufführungen in vielen weiteren italienischen Theatern. Am 24. September des gleichen Jahres wurde La Tilda im Ausstellungs-Theater in Wien aufgeführt, wo auch andere Opern aus dem Haus Sonzogno zu hören waren. Cilea selbst hatte seine zweite Oper weniger geschätzt; vielmehr nahm er die Aufführungserfolge Sonzogno zuliebe hin, auch, um sich die Gelegenheit des Bekanntwerdens nicht entgehen zu lassen. Die Orchester-Partitur ist verloren gegangen, sodass La Tilda in unserer Zeit nicht mehr aufgeführt werden kann, jedoch sind im erhalten gebliebenen Klavierauszug (Singstimmen und Klavier) die frischen und eingängigen Melodien erkennbar. Eine neue Orchestrierung des Musikwissenschaftlers und Komponisten Giancosimo Russo ermöglichte jedoch eine moderne Aufführung im Jahr 2025, aus der eine Audio-CD hervorging. Die dritte Oper Cileas, L'Arlesiana, die auf dem Drama von Alphonse Daudet (1840–1897) beruht, kam am 27. November 1897 mit dem Libretto von Leopoldo Marenco im Teatro Lirico in Mailand zur Aufführung. Auf der Besetzungsliste dieser Aufführung ragt der Name des damals noch sehr jungen Enrico Caruso (1873–1921) heraus, welcher das enthaltene Stück Il lamento di Federico mit ungewöhnlichem Erfolg sang – eine Romanze, die noch heute als „Zugstück“ für Tenöre gilt. Insgesamt war jedoch L'Arlesiana damals eher ein Misserfolg. Cilea war allerdings überzeugt vom Wert dieser Oper und versuchte, sie gleich nach der Premiere bis in seine letzten Lebensjahre hinein zu verbessern. Dies galt für feine Details, aber er scheute sich auch nicht vor drastischen Eingriffen. Heute findet man kaum noch einen Takt, der der ersten Fassung entspricht. Dennoch wurde diese Oper kein dauerhafter Erfolg; mit Ausnahme der 1930er Jahre, als der Diktator Benito Mussolini nach der italienischen Eroberung Äthiopiens und den darauf folgenden Sanktionen anderer Länder anordnete, dass nur Opern aus jenen Ländern aufgeführt werden durften, welche sich den Sanktionen nicht angeschlossen hatten. Cilea bemerkte dazu wörtlich: „Bei dieser Gelegenheit hatte ich Glück.“
Nach seiner Tätigkeit in Neapel übernahm Cilea von 1898 bis 1904 die Stelle eines Lehrers für Harmonielehre am Instituto Musicale in Florenz. In diese Zeit fällt die Uraufführung seiner vierten Oper Adriana Lecouvreur am Teatro lirico in Mailand am 6. November 1902, wieder mit Enrico Caruso als mitwirkendem Sänger. Sie ist ein Bühnenwerk auf das Libretto von Arturo Colautti nach einem Theaterstück von Eugène Scribe (1791–1861), welches im Frankreich des 18. Jahrhunderts spielt. Dieses Werk ist beim heutigen Theaterpublikum die bekannteste Oper Cileas, was auf der geglückten Vereinigung der melodischen Spontaneität nach der Neapolitanischen Schule und einer modernen harmonischen Schreibweise nach neuerem französischen Vorbild beruht.
Die letzte Oper Cileas, Gloria, wurde am 15. April 1907 im Teatro alla Scala in Mailand unter der Leitung von Arturo Toscanini (1867–1957) erstmals aufgeführt. Sie ist eine Tragödie in drei Akten ebenfalls auf das Libretto von Colautti, nach einem Theaterstück von Victorien Sardou (1831–1908). Sie zeigt eine bemerkenswerte kompositorische Weiterentwicklung Cileas gegenüber seinen Zeitgenossen (abgesehen von Giacomo Puccini), was sie aber für das Publikum schwer verständlich machte. Trotz ihres Werts und gewissen relativen Erfolgen war die Oper deshalb insgesamt kein Erfolg und wurde vom Verleger Ricordi in Mailand boykottiert, wobei der Verleger Sonzogno dem nur wenig entgegengewirkt hat. Dies hat Cilea dazu bewogen, das Opernschaffen endgültig aufzugeben. Es gibt zwar Belege aus dem Jahr 1909 für eine geplante Oper namens Il matrimonio selvaggio, die aber nicht aufgeführt wurde und Skizzen von Libretti zu Il ritorno dell’amore (von Renato Simoni) sowie Malena und La rosa di Pompei (beide von Ettore Moschino), datiert mit „Neapel, 20. Mai 1924“; sie wurden aber nicht weiter verfolgt.
Cilea setzte seine Arbeit mit der Komposition von vokaler und instrumentaler Kammermusik sowie sinfonischer Musik fort. Er übernahm in den Jahren 1913 bis 1916 die Leitung des Konservatoriums Vincenzo Bellini in Palermo. In das Jahr 1913 fiel auch die Aufführung einer Sinfonischen Dichtung auf den Text von Sem Benelli (1877–1949) zu Ehren von Giuseppe Verdi (1813–1901) im Theater Carlo Felice in Genua. Im Jahr 1916 kehrte Cilea zu seiner ersten Unterrichtsstätte in Neapel zurück, dem Konservatorium San Pietro a Majella, und leitete dieses Institut bis zum Jahr 1938, wo er mit 72 Jahren seine Unterrichtstätigkeit beendete. 1939 wurde er in die faschistische Accademia d’Italia aufgenommen. Seine letzten Lebensjahre, die von Krankheit und finanziellen Sorgen überschattet waren, verbrachte Cilea in Rom und schließlich in der kleinen ligurischen Stadt Varazze, wo er Ehrenbürger war. Dort starb er am 20. November 1950. Zur Erinnerung an ihn sind das Konservatorium und das Theater in Reggio Calabria nach ihm benannt; darüber hinaus wurde für ihn in seiner Geburtsstadt Palmi ein Mausoleum errichtet und eine Straße im historischen Stadtzentrum benannt.

## Bedeutung
Francesco Cilea fühlte sich als letzter Repräsentant der Neapolitanischen Schule; entsprechend sind Einflüsse dieser alten Schule neben einer gleichsam französisch anmutenden Eleganz zu spüren. Nach Meinung des Musikwissenschaftlers Roman Vlad ist in der frühen Fassung von Cileas Cellosonate (1888) stilistisch sogar Maurice Ravel (1875–1937) vorweggenommen. Andererseits sind in seinem Hauptwerk, der Oper Adriana Lecouvreur, deutliche Anklänge an Jules Massenet (1842–1912), der ihn schätzte, zu hören. Cilea wird auch oft als Generationsgenosse von Pietro Mascagni und Umberto Giordano (1867–1948) als Komponist des veristischen Stils bezeichnet, was aber nur bedingt zutrifft; eher sind in seiner Musik Anklänge an Vincenzo Bellini und Edvard Grieg (1843–1907) erkennbar. In Cileas besten Opern herrscht die Belcanto-Gesangslinie vor, sowie harmonische Raffinesse, klangliche Transparenz und eine feine melancholische Grundstimmung. Seine Oper Adriana Lecouvreur geriet nach den ersten erfolgreichen Jahren weitgehend in Vergessenheit und ist erst in den 1980er Jahren wieder in das Repertoire der Opernhäuser zurückgekehrt.

## Werke (Auswahl)
- Bühnenwerke
  - Gina (Text: Enrico Golisciani nach Catherine ou La Croix d'or von Mélésville), melodramma idillico in drei Akten, Uraufführung Neapel 1889
  - La Tilda (Text: Anneldo Graziani [Angelo Zanardini]), melodramma in drei Akten, Uraufführung Florenz 1892
  - L’Arlesiana (Text: Leopoldo Marenco nach Alphonse Daudet), dramma lirico in vier Akten, Uraufführung Mailand 1897; 2. Fassung: drei Akte, Aufführung 1898 ebenda; 3. Fassung: drei Akte, Aufführung Neapel 1912
  - Adriana Lecouvreur (Text: Arturo Colautti nach Eugène Scribe und Ernest-Wilfrid Legouvé), commedia-dramma in vier Akten, Uraufführung Mailand 1902
  - Gloria (Text: Arturo Colautti), dramma lirico in drei Akten, Uraufführung Mailand 1907, Neufassung ebenda 1931
- Vokalmusik
  - Il matrimonio selvaggio (1909, unaufgeführt)
  - Zwei Litaneien für Männerchor und Orgel (1887)
  - Il canto della vita (Text: Sem Benelli) für Tenor, Chor und Orchester (Genua 1913), umgearbeitet 1934 als Ode sinfonica mit einem neuen Text von Ettore Moschino
  - Lieder für Singstimme und Klavier, darunter Lontananza (Text: Romeo Carugati, vor 1904), Due liriche: Nel ridestarmi (Text: Felice Soffrè) und Vita breve (Text: Annie Vivanti) (beide Neapel 1923); die Orchesterfassung von 1945 ist unveröffentlicht
  - Dolce amor di povertate (Text: Iacopone da Todi) (Mailand 1949)
  - Tre vocalizzi da concerto für Singstimme und Klavier (Mailand 1930)
- Instrumentalmusik
  - Scherzo Des-Dur für Klavier (1883)
  - Klaviertrio (1886)
  - Suite für Orchester (Neapel 1887); es sind nur die ersten beiden der vier Sätze veröffentlicht
  - Tre piccoli pezzi für Klavier (Neapel 1888)
  - Berceuse für Klavier op. 20 (1895)
  - Trois petit morceaux op. 28 (1895)
  - Cellosonate D-Dur op. 38 (1888)
  - Suite (vecchio stile) für Klavier op. 42 (Mailand 1916)
  - Invocazione für Klavier (Mailand 1922)
  - Tre pezzi op. 43 (Neapel 1923)
  - Tema con variazioni für Violine und Klavier (Mailand 1932)
  - Piccola Suite für Orchester (Mailand 1936)
  - Suite E-Dur für Violine und Klavier (Mailand 1948)
  - Album mit zehn Klavierstücken Für die Jugend